# NGC 3276
NGC 3276 é uma galáxia lenticular (S0) localizada na direcção da constelação de Antlia. Possui uma declinação de -39° 56' 42" e uma ascensão recta de 10 horas, 31 minutos e 09,1 segundos.
A galáxia NGC 3276 foi descoberta em 3 de Março de 1835 por John Herschel.